# Пудрик Валерій Юрійович
Валерій Юрійович Пудрик (нар. 20 листопада 1953, місто Авдіївка, тепер Донецької області) — український діяч, начальник шахтобудуправління № 6 тресту «Макіїввуглебуд» Донецької області, генеральний директор державного підприємства «Державна інвестиційна компанія». Кандидат технічних наук (2004). Народний депутат України 2-го скликання.

## Біографія
У 1969—1973 роках — учень Макіївського медичного училища Донецької області.
У березні — серпні 1973 року працював в Донецькій обласній травматологічній лікарні.
У серпні — листопаді 1973 року працював лаборантом у Всесоюзному науково-дослідному проектно-конструкторському і технологічному інституті вибухозахищеного та рудникового обладнання (ВНДІВЕ). Цього ж року вступив до Донецького політехнічного інституту (спеціальність «Технологія і комплексна механізація підземної розробки родовищ корисних копалин»). Навчання було перерване службою у лавах Радянської армії з листопада 1973 року.
Повернувшись до інституту після демобілізації, почав паралельно працювати старшим лаборантом і макетником у ВНДІВЕ. У 1982 році закінчив вечірній гірничо-механічний факультет Донецького політехнічного інституту, гірничий інженер.
У серпні 1978 — жовтні 1985 року — гірничий майстер, помічник начальника, заступник начальника, начальник дільниці шахти імені Поченкова виробничого об'єднання «Макіїввугілля» Донецької області. Член КПРС.
З жовтня 1985 року — начальник гірничої дільниці, головний інженер, начальник шахтобудуправління № 6 тресту «Макіїввуглебуд» Донецької області. Член КПУ.
Народний депутат України 2-го демократичного скликання з .04.1994 (2-й тур) по .04.1998, Макіївський-Червоногвардійський виборчий округ № 134, Донецька область. Голова підкомітету з питань митного законодавства Комітету з питань економічної політики та управління народним господарством. Член депутатської фракції «Соціально-ринковий вибір».
1997 року здобув другу вищу освіту в Донецькій філії Київського інституту «Комунекономіка» за спеціальністю «облік та аудит».
З 1998 року — головний спеціаліст відділу контролю видатків на розвиток промисловості, енергетики та АПК Департаменту контролю видатків на економічну діяльність держави Розрахункової палати Верховної Ради України; експерт Служби 1-го віце-прем'єр-міністра України.
У 1999—2000 роках — начальник управління Державної податкової адміністрації України.
У липні 2000 — березні 2002 року — заступник голови правління НАК «Нафтогаз України». У 2002 році — радник голови правління ВАТ «Укртранснафта».
У квітні 2002 — травні 2003 року — голова Державної податкової адміністрації у Харківській області.
З серпня 2003 року — генеральний директор державного підприємства «Газтепло НАК «Нафтогаз України».
У 2004 році захистив кандидатську дисертацію «Розробка методу локального прогнозу ендогенної пожежної небезпеки виїмкової дільниці в процесі проведення гірничих робіт».
З травня 2005 року — начальник Департаменту з роботи з енергогенерувальними підприємствами ЗАТ «УкрГазЕнерго», з серпня 2005 року — виконувач обов'язків генерального директора державного підприємства «Газтепло НАК «Нафтогаз України», а з листопада 2005 року — радник голови правління НАК «Нафтогаз України».
З 2007 року — начальник департаменту фінансування державних підприємств та відносин власності Міністерства фінансів України.
До листопада 2009 року — заступник голови Державної іпотечної установи України.
У квітні — червні 2010 року — 1-й заступник голови Державної служба автомобільних доріг України.
З вересня 2010 року — генеральний директор державного підприємства «Державна інвестиційна компанія».

## Нагороди та відзнаки
- знак «Шахтарська слава» І ст.
- знак «Шахтарська слава» ІІ ст.
- знак «Шахтарська слава» III ст.
- заслужений економіст України (1997)[7]
- почесна відзнака НАК «Нафтогаз України».